# Trichomycterus brasiliensis
Trichomycterus brasiliensis és una espècie de peix de la família dels tricomictèrids i de l'ordre dels siluriformes.

## Morfologia
Els mascles poden assolir els 13,3 cm de llargària total.

## Distribució geogràfica
Es troba a la conca del São Francisco a Minas Gerais i al sud-est del Brasil.